# Drcka
La Drcka est une rivière de Monténégro. Elle est un affluent de la Tara, donc un sous-affluent du Danube, par la Drina et la Save.

## Géographie
La Drcka fait partie du bassin versant de la mer Noire. Elle coule dans le massif du Komovi et se jette dans la Tara près du village de Mateševo, municipalité de Kolašin.